# Soldats d'Odin
Els Soldats d'Odin (en anglès: Soldiers of Odin) són un grup internacional supremacista blanc, el grup va ser fundat a la ciutat de Kemi, Finlàndia, a l'octubre de 2015. L'organització, que s'autodefineix com "una organització patriòtica que lluita per una Finlàndia blanca" amb l'objectiu de fer fora el que consideren "intrusos islamistes", es va crear com a resposta als milers de sol·licitants d'asil que van arribar a Finlàndia durant la crisi europea de refugiats derivada de la guerra civil siriana.
Els soldats d'Odín han negat les acusacions de racisme o nazisme a la seva pàgina de facebook. El fundador del grup, Mika Hanta, té connexions amb l'extrema dreta, i amb el moviment de resistència nòrdic, i un arrest per un assalt racista en 2005. Una pàgina privada de facebook del grup, mostra que el racisme i la simpatia pel nazisme existeix entre els seus membres. L'existència del grup es un motiu de preocupació entre els immigrants. Els soldats d'Odín estan presents també a Austràlia, Bèlgica, Canadà, Alemanya, Noruega, Suècia, Estònia, el Regne Unit, els Estats Units i, recentment, Espanya.